# Ada Thilén
Ada Maria Thilén (10 mai 1852 à Kuopio - 14 juin 1933 à Helsinki) est une peintre finlandaise connue pour ses paysages.

## Biographie
Ada Thilén est née à Kuopio en 1852. Son œil gauche a été endommagé dès la naissance et elle a dû utiliser un œil de verre pour le reste de sa vie. Son père était Julius Gustaf Reinhold Thilén (1812-1887), conseiller à la Chambre du Trésor du Sénat, et sa mère, Vilhelmina Angelika Elisabet Ehrnrooth (1827-1890),. Thilén étudie avec le peintre finno-suédois Hjalmar Munsterhjelm à l'Académie royale suédoise des Beaux-Arts à Stockholm et avec Léon Bonnat et Jean-Léon Gérôme à Paris ; elle effectue des voyages de peinture, notamment en Bretagne en 1886.
Thilén participe aux expositions des artistes finlandais en 1893, 1895, 1897, 1900, 1901, 1903, 1906 et 1924. Thilén peint des paysages et des portraits à l'huile et travaille également le pastel et l'aquarelle. Ses œuvres sont stylistiquement représentatives du réalisme français des années 1880, avec des influences italiennes,. La biographie nationale finlandaise estime que son profil est inférieur à celui de ses contemporains en raison de sa modestie et parce qu'elle n'a pas suscité le même niveau d'intérêt académique.
En 1896, elle peint son propre autoportrait. Elle continue à utiliser un œil de verre, ce qui ne semble pas affecter son succès en tant qu'artiste.
Elle entretient une longue amitié avec trois autres femmes artistes : Helene Schjerfbeck, Maria Wiik et Helena Westermarck (avec qui elle partagea un jour un atelier). Ces femmes peintres suédoises et finlandaises ont toutes étudié ensemble entre 1876 et 1878 auprès du professeur Adolf von Becker.
Elle débute comme artiste en 1876, représentant d'abord des paysages, avec une vision idéaliste et romantique de l'art, influencée par ses premiers professeurs. En 1880, elle commence à étudier à Paris à l'Académie de Trélat, où elle a pour professeurs les peintres français Léon Bonnat et Jean-Léon Gérôme. Parmi les autres artistes finlandais qui étudiaient à l'époque à l'Académie de Paris, citons Helene Schjerfbeck, Helena Westermarck, Ellen Favorin et Alma Engblom, qui, comme Thilén, ont poursuivi leurs études à l'Académie Colarossi, sous la tutelle des artistes réalistes de salon Gustave Courtois et Louis-Joseph-Raphaël Collin.
Ses professeurs parisiens, ainsi que l'influence exercée sur elle par les peintres finlandaises Fanny Churberg et Hilda Granstedt au cours de l'été 1880, ont été déterminants dans l'évolution de Thilén vers le portrait et le réalisme français typique de l'époque, avec des influences italiennes, ce qui se reflète dans son œuvre la plus célèbre, La Jeune Fille à la cloche bleue de 1890. Thilén utilisait des peintures à l'huile, ainsi que des aquarelles et des pastels, et ses œuvres étaient généralement de petite taille et avaient pour thème la nature. Ses œuvres se caractérisent par leur simplicité, leur émotion et la maîtrise du dessin et de la couleur. En 1896, Thilén peint son autoportrait. Elle effectue des voyages vers plusieurs destinations, au cours desquels elle se consacre à la peinture de paysages et de portraits.